# L’Étang-Bertrand
L’Étang-Bertrand település Franciaországban, Manche megyében. Lakosainak száma 344 fő (2022. január 1.). L’Étang-Bertrand Rocheville, Bricquebec-en-Cotentin, Magneville, Morville és Négreville községekkel határos.

## Népesség
A település népességének változása:
| Lakosok száma | 243  | 245  | 264  | 295  | 351  | 339  | 341  | 346  | 353  | 344  |
|               | 1968 | 1982 | 1990 | 2006 | 2013 | 2015 | 2017 | 2019 | 2020 | 2022 |